# Stolberg, Mansfeld-Südharz
Stolbergⓘ là một thị xã thuộc huyện Mansfeld-Südharz, trong bang tự do Saxony-Anhalt, nước Đức. Đô thị Stolberg, Mansfeld-Südharz có diện tích 67,52 kilômét vuông. Đô thị này nằm ở phía nam của dãy núi Harz, cự ly khoảng 27 ki-lô-mét (17 mi) về phía tây Sangerhausen, và 13 km (8 mi) về phía đông bắc của Nordhausen. Stolberg thuộc đô thị tập thể  Roßla-Südharz.
Các công trình nổi bật gồm lâu đài Stolberg, Tòa thị chính, nhà thờ St. Martini Church

## Kết nghĩa
- Stolberg, North Rhine-Westphalia, Đức
- Hardegsen, trong bang Niedersachsen, Đức
- Hodonín, South Moravia, Cộng hòa Séc